# Conflitti armati in Asia
Elenco dei conflitti armati in Asia in corso:
| Data d'inizio    | Conflitto                           | Paesi coinvolti           |
| ---------------- | ----------------------------------- | ------------------------- |
| 1947             | Conflitto del Kashmir               | India, Pakistan, Cina     |
| 2 aprile 1948    | Conflitto in Birmania               | Birmania                  |
| 27 aprile 1978   | Guerra civile in Afghanistan        | Afghanistan               |
| 27 novembre 1978 | Conflitto curdo-turco               | Turchia                   |
| 28 giugno 2006   | Conflitto Israele- Striscia di Gaza | Israele, Striscia di Gaza |
| 15 marzo 2011    | Guerra civile siriana               | Siria                     |
| 19 marzo 2014    | Guerra civile dello Yemen           | Yemen                     |